# Ryō (waluta)
Ryō (jap. 両) – dawna złota jednostka walutowa Japonii z czasów przed okresem Meiji, później zastąpiona przez jen.

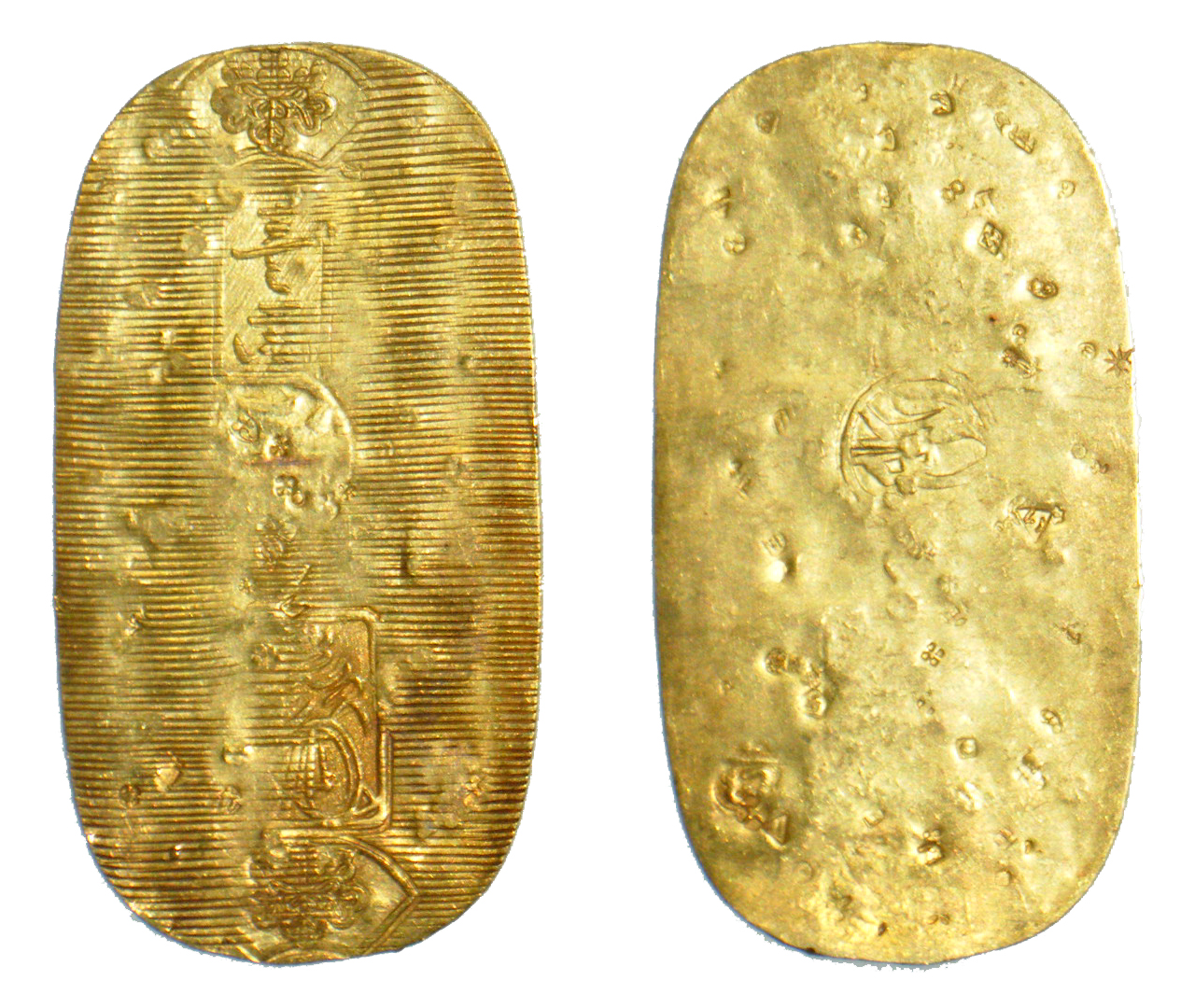
Złota moneta (koban) wartości 1 ryō

Początkowo jednostka wagi w tradycyjnym systemie miar Shakkan-hō, gdzie 24 sho = 1 ryō, a 16 ryō = 1 kin. Wywodziła się z chińskiego taela, przyswojonego w XIII wieku, który w XVI w. był już w powszechnym użyciu w Japonii.
Jako jednostka masy 1 ryō pierwotnie odpowiadał objętości 1 koku ryżu. W czasach siogunatu Tokugawów uległ przekształceniu w jednostkę monetarną. Nazwę odnoszono do złotych monet, w których zawartość tego kruszcu wynosiła ok. 16,8 g.